# Winegum

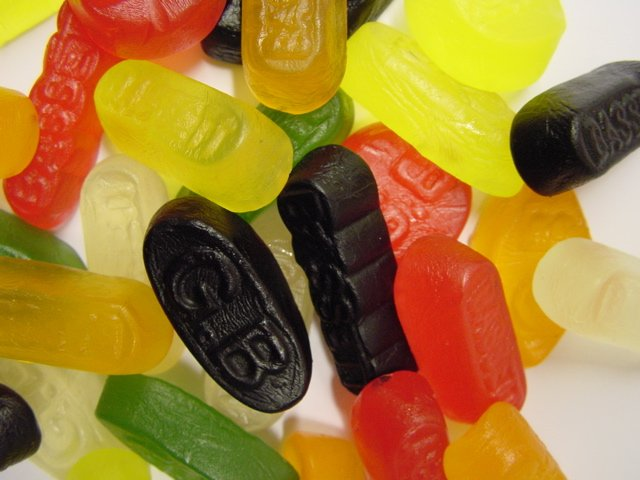
Winegums

Winegums zijn zachte, zoete snoepjes.
Winegums worden gemaakt van gelatine, gemengd met zoet-, kleur- en smaakstoffen of vruchtenconcentraten. Ze zijn extreem populair in Ierland en het Verenigd Koninkrijk en andere Gemenebestlanden, zoals Nieuw-Zeeland, Zuid-Afrika en Canada, alsmede enkele Noord-Europese landen.

## Ingrediënten
Winegums bevatten geen wijn. Winegums bevatten de volgende ingrediënten: maisstroop, rietsuiker en gelatine (dierlijk). Sommige winegums bevatten vruchten- en plantenconcentraten: citroen, abrikoos, ananas, vlierbes, spinazie. Daarnaast bevatten winegums meestal het voedingszuur citroenzuur, carnaubawas en plantaardige olie. Ook zijn er winegums met drop- of colasmaak.

## Geschiedenis
Winegums zijn een uitvinding van Charles Gordon Maynard (1909), wiens vader Gerard Riley Maynard een snoepwinkel had. Winegums komen oorspronkelijk uit Engeland. Toen Gerard Riley Maynard - een overtuigd methodist en geheelonthouder - ontdekt had dat zijn zoon winegums produceerde, dreigde hij hem te ontslaan. Pas toen de vader ervan overtuigd was dat de winegums geen wijn bevatten, werd dit ontslag per direct ingetrokken.